# Szalamisz
Szalamisz (görögül Σαλαμίνα [Szalamína]) sziget Görögországban, az Égei-tengerben.

## Földrajza
A Szaróni-öbölben fekszik, 2 km-re Pireusztól, Athén kikötőjétől. Elefszínától 5 km-re délnyugatra található. Területe 95 km², a legmagasabb pontja a Mavrovúni hegy (365 m).
A nagyjából fordított C alakú sziget a Szalamiszi-öblöt fogja körül.